# Ciemność w południe
Ciemność w południe – powieść Arthura Koestlera poświęcona wielkiej czystce w ZSRR w latach 1934-1939, wydana w 1940 (polskie wydanie na emigracji w 1949). Stanowi ona próbę analizy psychologicznej samooskarżania się w trakcie moskiewskich procesów pokazowych okresu wielkiego terroru. Jej główny bohater – Rubaszow – wysokiej rangi bolszewik uwięziony w trakcie wielkiej czystki decyduje się na publiczne kłamliwe samooskarżanie się w imię dobra partii komunistycznej i jej dziejowej misji. Postać Rubaszowa była wzorowana na autentycznych postaciach tego okresu – łączy w sobie elementy osobowości i zachowania Karola Radka, Nikołaja Bucharina i Jurija Piatakowa. Psychologiczna analiza Koestlera (który osobiście represji nie doświadczył) zawarta w powieści była kwestionowana przez autentycznych więźniów tego okresu (m.in. Aleksander Weissberg-Cybulski, Gustaw Herling-Grudziński).